# Jonesboro
Jonesboro je město v okresu Craighead County ve státě Arkansas ve Spojených státech amerických. Co do počtu obyvatel je pátým největším městem v Arkansasu po městech Little Rock, Fayetteville, Fort Smith a Springdale. Je kulturním a ekonomickým centrem oblasti severovýchodního Arkansasu. Leží v oblasti tzv. Crowley's Ridge. 
K roku 2020 zde žilo 80 560 obyvatel. S celkovou rozlohou 209 km² byla hustota zalidnění 380 obyvatel na km². Ve městě sídlí Arkansas State University a leží zde rovněž nákupní centrum The Mall at Turtle Creek. Nachází se v oblasti s vlhkým subtropickým podnebím. 